# Divízió II 2013
La Divízió II 2013 è la 3ª edizione del campionato di football americano di terzo livello, organizzato dalla MAFSZ.
I Pécs Gringos si sono ritirati, perdendo quindi tutti gli incontri 20-0 a tavolino.

## Squadre partecipanti
| Club                  | Città       | Stadio | Sponsor ufficiale | Risultato nella stagione 2012 |
| --------------------- | ----------- | ------ | ----------------- | ----------------------------- |
| Budapest Hurricanes 2 | Budapest    |        |                   |                               |
| Budapest Wolves 2     | Budapest    |        |                   |                               |
| Dabas Sparks          | Dabas       |        |                   |                               |
| Debrecen Gladiators   | Debrecen    |        |                   |                               |
| Haladás Crushers      | Szombathely |        |                   |                               |
| Pécs Gringos          | Pécs        |        |                   |                               |
| Szekszárd Bad Bones   | Szekszárd   |        |                   |                               |
| Újbuda Rebels 2       | Budapest    |        |                   |                               |
| Újpest Bulldogs       | Budapest    |        |                   |                               |

## Stagione regolare

### Calendario

#### 1ª giornata
| 23 marzo 2013 | Haladás Crushers | 12 – 14 | Újbuda Rebels 2 |  |

| 24 marzo 2013 | Újpest Bulldogs | 37 – 0 | Dabas Sparks |  |

| 24 marzo 2013 | Pécs Gringos | 0 – 20 (a tavolino) | Budapest Wolves 2 |  |

#### 2ª giornata
| 6 aprile 2013 | Dabas Sparks | 20 – 59 | Újbuda Rebels 2 |  |

| 7 aprile 2013 | Pécs Gringos | 0 – 20 (a tavolino) | Haladás Crushers |  |

| 7 aprile 2013 | Budapest Wolves 2 | 11 – 37 | Újpest Bulldogs |  |

#### 3ª giornata
| 13 aprile 2013 | Debrecen Gladiators | 22 – 41 | Szekszárd Bad Bones |  |

#### 4ª giornata
| 20 aprile 2013 | Budapest Wolves 2 | 43 – 27 | Debrecen Gladiators |  |

| 20 aprile 2013 | Haladás Crushers | 58 – 0 | Dabas Sparks |  |

#### 5ª giornata
| 27 aprile 2013 | Szekszárd Bad Bones | 0 – 48 | Újbuda Rebels 2 |  |

| 28 aprile 2013 | Budapest Hurricanes 2 | 20 – 0 (a tavolino) | Pécs Gringos |  |

#### 6ª giornata
| 4 maggio 2013 | Újbuda Rebels 2 | 26 – 15 | Debrecen Gladiators |  |

| 5 maggio 2013 | Újpest Bulldogs | 40 – 6 | Haladás Crushers |  |

| 5 maggio 2013 | Budapest Hurricanes 2 | 42 – 46 | Budapest Wolves 2 |  |

#### 7ª giornata
| 12 maggio 2013 | Budapest Hurricanes 2 | 56 – 28 | Szekszárd Bad Bones |  |

#### 8ª giornata
| 18 maggio 2013 | Újbuda Rebels 2 | 41 – 35 | Budapest Hurricanes 2 |  |

| 18 maggio 2013 | Dabas Sparks | 18 – 35 | Szekszárd Bad Bones |  |

| 19 maggio 2013 | Újpest Bulldogs | 40 – 3 | Debrecen Gladiators |  |

#### 9ª giornata
| 25 maggio 2013 | Dabas Sparks | 20 – 0 (a tavolino) | Pécs Gringos |  |

| 26 maggio 2013 | Budapest Wolves 2 | 22 – 26 | Haladás Crushers |  |

#### 10ª giornata
| 1º giugno 2013 | Debrecen Gladiators | 26 – 55 | Budapest Hurricanes 2 |  |

| 1º giugno 2013 | Újbuda Rebels 2 | 20 – 0 (a tavolino) | Pécs Gringos |  |

| 2 giugno 2013 | Szekszárd Bad Bones | 8 – 62 | Újpest Bulldogs |  |

#### 11ª giornata
| 9 giugno 2013 | Szekszárd Bad Bones | 29 – 37 | Budapest Wolves 2 |  |

#### 12ª giornata
| 15 giugno 2013 | Pécs Gringos | 0 – 20 (a tavolino) | Újpest Bulldogs |  |

| 15 giugno 2013 | Haladás Crushers | 8 – 27 | Budapest Hurricanes |  |

| 15 giugno 2013 | Debrecen Gladiators | 15 – 9 | Dabas Sparks |  |

### Classifica
La classifica della regular season è la seguente:
- PCT = percentuale di vittorie, G = partite giocate, V = partite vinte,  P = partite perse, PF = punti fatti, PS = punti subiti

| Pos. | Squadra               | PCT   | G | V | N | P | PF  | PS  |
| ---- | --------------------- | ----- | - | - | - | - | --- | --- |
| 1    | Újpest Bulldogs       | 1.000 | 6 | 6 | 0 | 0 | 236 | 28  |
| 2    | Újbuda Rebels 2       | 1.000 | 6 | 6 | 0 | 0 | 208 | 82  |
| 3    | Budapest Hurricanes 2 | .667  | 4 | 4 | 0 | 2 | 235 | 149 |
| 4    | Budapest Wolves 2     | .667  | 6 | 4 | 0 | 2 | 179 | 161 |
| 5    | Haladás Crushers      | .500  | 6 | 3 | 0 | 3 | 130 | 103 |
| 6    | Szekszárd Bad Bones   | .333  | 6 | 2 | 0 | 4 | 141 | 243 |
| 7    | Debrecen Gladiators   | .167  | 6 | 1 | 0 | 5 | 108 | 214 |
| 8    | Dabas Sparks          | .167  | 6 | 1 | 0 | 5 | 67  | 204 |
| 9    | Pécs Gringos          | .000  | 6 | 0 | 0 | 6 | 0   | 120 |

## Playoff

### Tabellone
|  | Wild Card | Wild Card             | Wild Card       |                       |    | Semifinali      | Semifinali      | Semifinali |  |  | III Duna Bowl | III Duna Bowl | III Duna Bowl |  |
|  |           |                       |                 |                       |    |                 |                 |            |  |  |               |               |               |  |
|  |           |                       |                 |                       |    | 1               | Újpest Bulldogs | 42         |  |  |               |               |               |  |
|  |           |                       |                 |                       |    | 1               | Újpest Bulldogs | 42         |  |  |               |               |               |  |
|  |           |                       | 6               | Szekszárd Bad Bones   | 0  |                 |                 |            |  |  |               |               |               |  |
|  | 4         | Budapest Wolves 2     | 6               | Szekszárd Bad Bones   | 0  | 8               |                 |            |  |  |               |               |               |  |
|  | 4         | Budapest Wolves 2     |                 |                       |    |                 |                 |            |  |  |               |               |               |  |
|  | 6         | Szekszárd Bad Bones   | 16              |                       |    |                 |                 |            |  |  |               |               |               |  |
|  | 6         | Szekszárd Bad Bones   | 16              |                       | 1  | Újpest Bulldogs | 41              |            |  |  |               |               |               |  |
|  |           |                       |                 |                       |    |                 |                 |            |  |  |               |               |               |  |
|  |           |                       | 2               | Újbuda Rebels 2       | 6  |                 |                 |            |  |  |               |               |               |  |
|  |           |                       |                 | Újbuda Rebels 2       | 6  |                 |                 |            |  |  |               |               |               |  |
|  |           |                       |                 |                       |    |                 |                 |            |  |  |               |               |               |  |
|  |           |                       |                 |                       |    |                 |                 |            |  |  |               |               |               |  |
|  |           | 2                     | Újbuda Rebels 2 | 26                    |    |                 |                 |            |  |  |               |               |               |  |
|  |           |                       |                 | 26                    |    |                 |                 |            |  |  |               |               |               |  |
|  |           |                       | 3               | Budapest Hurricanes 2 | 21 |                 |                 |            |  |  |               |               |               |  |
|  | 3         | Budapest Hurricanes 2 | 3               | Budapest Hurricanes 2 | 21 | 35              |                 |            |  |  |               |               |               |  |
|  | 3         | Budapest Hurricanes 2 |                 |                       |    |                 |                 |            |  |  |               |               |               |  |
|  | 5         | Haladás Crushers      | 17              |                       |    |                 |                 |            |  |  |               |               |               |  |

### Wild Card
| 23 giugno 2013 | Budapest Wolves 2 | 8 – 16 | Szekszárd Bad Bones |  |

| 23 giugno 2013 | Budapest Hurricanes 2 | 35 – 17 | Haladás Crushers |  |

### Semifinali
| 1º luglio 2013 | Újpest Bulldogs | 42 – 0 | Szekszárd Bad Bones |  |

| 1º luglio 2013 | Újbuda Rebels 2 | 26 – 21 | Budapest Hurricanes 2 |  |

### III Duna Bowl
| 13 luglio 2013 | Újpest Bulldogs | 41 – 6 | Újbuda Rebels 2 |  |

## Verdetti
- Újpest Bulldogs Vincitori della Divízió II 2013